# Cube - Il cubo
Cube - Il cubo (Cube) è un film del 1997 diretto da Vincenzo Natali. La storia è incentrata su un gruppo di personaggi intrappolati in una struttura costituita da numerose stanze cubiche, alcune dotate di trappole mortali. La pellicola ha avuto un sequel dal titolo Hypercube - Il cubo 2 e poi un prequel intitolato Cube Zero.

## Trama
Il poliziotto Quentin, la dottoressa Holloway, l'architetto Worth, la studentessa di matematica Leaven e il ladro esperto in evasioni Rennes, detto "Scricciolo", si ritrovano intrappolati in una stanza cubica con sei portelli – uno per ogni lato della stanza – che si aprono su altrettanti ambienti simili (in uno dei quali è appena morto un uomo, Alderson). Nessuno di loro riesce a ricordare come è arrivato in quel luogo e decidono così di cercare una via di fuga.
È Rennes ad informare il gruppo della presenza di trappole nascoste e spiega che per capire quali settori sono sicuri, lancia uno scarpone all'interno della stanza in cui vuole andare. Con questo sistema i cinque si spostano inizialmente da un settore all'altro ma presto Rennes viene ucciso da una trappola che si attiva solo quando viene in contatto con gli esseri viventi.
Bloccati da tale intoppo al loro piano, i superstiti cercano di capire come distinguere le stanze sicure da quelle con le trappole. È così che Quentin nota che alla matematica Leaven sono stati lasciati gli occhiali da vista; così le chiede di dare un'occhiata ai numeri riportati in ogni settore e la ragazza scopre che i settori numerati senza numeri primi sono sicuri.
Per diverse ore il gruppo riesce a evitare le trappole e a proseguire, quando, all'improvviso, dal portello superiore di una stanza casca loro addosso Kazan, un ragazzo che la d.ssa Holloway presume abbia un ritardo mentale. Data la sua carenza psicologica viene considerato un elemento debole e di ostacolo, tranne che da Holloway, che si prenderà cura di lui.
Quando Quentin entra in un settore ritenuto sicuro, solo all'ultimo istante riesce a salvarsi evitando l'ennesima trappola mortale: il metodo dei numeri primi si rivela dunque non più efficace. Nel gruppo nascono i primi dissensi. Quentin dubita fortemente di Worth ed egli, messo sotto pressione, confessa di essere stato lui a progettare l'involucro esterno della struttura ma di non conoscere ulteriori dettagli: tutte le persone che hanno collaborato alla realizzazione del cubo si sono occupate di singoli dettagli, senza conoscerne mai il disegno d'insieme. Il rude poliziotto, in un impeto d'ira, picchia selvaggiamente l'impiegato. Leaven, la studentessa di matematica, grazie alle nuove informazioni di Worth riesce a stimare la grandezza dell'intero involucro costituito da 17.576 settori e capisce anche che i numeri visibili in ognuno di essi sono coordinate cartesiane di un sistema rettangolare. La radice numerica dei tre numeri corrisponde ai numeri sull'asse x, y e z della posizione del settore all'interno del cubo.
Il gruppo riesce alla fine a raggiungere una facciata esterna del cubo ma non vi trova nessuna via d'uscita. La parete esterna dà sul vuoto e su una parete simile alla loro. A questo punto Holloway cerca di calarsi con una fune improvvisata e tenta di raggiungere l'altra parte, ma senza risultati. Mentre la dottoressa è ancora sospesa, Quentin, per vendicarsi di un precedente litigio avuto con lei, la fa precipitare nel vuoto. Sconvolti e disperati, i quattro superstiti si fermano a riposare. Sempre il poliziotto prende l'iniziativa e propone alla studentessa Leaven di proseguire insieme. È evidente fin da subito il suo tentativo di abusare della ragazza e Worth e Kazan, rimasti nel settore adiacente, li raggiungono, bloccando il poliziotto.
Proseguendo ancora, il gruppo ritrova il cadavere di Rennes. Capiscono allora che i settori sono numerati con potenze di numeri primi e non sono fissi ma si spostano secondo permutazioni seguendo un moto periodico. Per identificare i settori sicuri allora, è necessario un nuovo calcolo per scomporre in fattori primi ogni numero del settore. Kazan rivela un interesse per tali numeri scoprendo di riuscire a calcolare la loro scomposizione rapidamente usando la sola mente. L'allineamento propizio dei cubi per uscire dovrebbe, secondo i calcoli, manifestarsi entro due permutazioni.
Grazie a questi calcoli i quattro capiscono che l'unica via d'uscita è formata da un settore che alla fine e all'inizio di ogni permutazione si trova sul perimetro esterno del cubo e, traslando, porterebbe a una probabile uscita. Alla prima occasione Worth ferma Quentin e il gruppo continua la sua ricerca senza il poliziotto. Leaven, Worth e Kazan procedono e ritornano allo stesso settore da cui sono partiti, ora adiacente al ponte. Essi sono sempre stati di fronte all'uscita senza saperlo. Trovata finalmente anch'egli l'uscita, il poliziotto li raggiunge; Quentin uccide la giovane donna e ferisce gravemente Worth. Il poliziotto, a metà della porta d'uscita, viene fermato da Worth e muore tranciato dallo spostamento dei cubi. Kazan è l'unico che riesce a raggiungere l'uscita.

## Distribuzione
In Italia il film uscì il 28 maggio 1999.

## Accoglienza

### Critica
Secondo l'aggregatore di recensioni Rotten Tomatoes, il film ha ottenuto un indice di apprezzamento del 63% e un voto di 6,29 su 10 sulla base di 38 recensioni. Secondo Metacritic il film ha invece ottenuto un voto di 61 su 100 sulla base di 12 recensioni.

### Incassi
Il film ha incassato circa 8,9 milioni di dollari al botteghino, a fronte di un budget di produzione di 250 000 dollari

### Remake
Nel 2021 è uscito un remake giapponese dal nome Cube, per la regia di Yasuhiko Shimizu.

## Riconoscimenti
- 1997 – Toronto International Film Festival
  - Best Canadian First Feature
- 1998 – Sitges - Festival internazionale del cinema della Catalogna
  - Miglior film
- 1999 – Festival internazionale del film fantastico di Gérardmer
  - Gran Premio
  - Premio della critica
  - Premio del pubblico

- 1999 – BIFFF
  - Corvo d'argento
- 1999 – Festival Internazionale del Cinema di Porto
  - Gran Premio
- 1999 – Bucheon International Fantastic Film Festival
  - Bucheon Choice[5]